# Whoopee de Macon (ECHL)
Pour les articles homonymes, voir Whoopee de Macon.
Le Whoopee de Macon est une franchise professionnelle de hockey sur glace en Amérique du Nord qui évoluait dans l'ECHL. L'équipe était basée à Macon dans l'État de la Géorgie aux États-Unis.

## Historique
La franchise est créée en 2001 à la suite du déménagement des Tiger Sharks de Tallahassee. Elle dispute une seule saison en ECHL avant de déménager à nouveau pour devenir les Men O' War de Lexington.

## Statistiques
| Saison    | PJ | V  | D  | DTB | BP  | BC  | Pts | Classement       | Séries éliminatoires |
| --------- | -- | -- | -- | --- | --- | --- | --- | ---------------- | -------------------- |
| 2001-2002 | 72 | 29 | 31 | 12  | 194 | 228 | 80  | 2e, division Est | Non qualifiés        |

## Liste des joueurs
Au cours de sa seule saison, la franchise compte 37 joueurs dans son effectif :
| Nom                    | Position      | PJ |
| ---------------------- | ------------- | -- |
| Andrew Allen (en)      | Gardien       | 16 |
| Doug Altschul          | Ailier gauche | 3  |
| Krikor Arman (en)      | Ailier gauche | 64 |
| Nic Beaudoin (en)      | Ailier gauche | 49 |
| Travis Brigley (en)    | Ailier gauche | 8  |
| Brendan Brooks (en)    | Ailier droit  | 13 |
| David Brosseau (en)    | Ailier droit  | 72 |
| Jomar Cruz             | Gardien       | 1  |
| Aniket Dhadphale (en)  | Ailier gauche | 11 |
| Travis Dillabough (en) | Ailier gauche | 50 |
| Matt Eldred (en)       | Défenseur     | 13 |
| Rick Emmett (en)       | Défenseur     | 63 |
| Paul Giblin (en)       | Centre        | 42 |
| Ryan Gillis (en)       | Défenseur     | 11 |
| Michael Green (en)     | Centre        | 54 |
| Mike Jozefowicz (en)   | Défenseur     | 25 |
| Casey Kesselring (en)  | Centre        | 40 |
| Evan Lindsay (en)      | Gardien       | 6  |
| Chris Madden (en)      | Gardien       | 52 |
| Dmitri Markovsky (en)  | Ailier droit  | 27 |
| Milt Mastad (en)       | Défenseur     | 72 |
| Scott McCallum (en)    | Défenseur     | 28 |
| Jason Metcalfe (en)    | Défenseur     | 13 |
| Dennis Mullen (en)     | Défenseur     | 9  |
| Luke Murphy (en)       | Centre        | 50 |
| Rick Nichol            | Gardien       | 1  |
| Johan Olsson (en)      | Défenseur     | 48 |
| Michel Periard (en)    | Défenseur     | 72 |
| Tyler Prosofsky (en)   | Ailier droit  | 36 |
| Doug Schueller (en)    | Attaquant     | 55 |
| Adam Smith (en)        | Défenseur     | 3  |
| Jason Stewart (en)     | Centre        | 14 |
| Tom Stewart (en)       | Ailier droit  | 2  |
| Jarrett Thompson (en)  | Centre        | 31 |
| Bob Thornton (en)      | Centre        | 3  |
| Kris Waltze (en)       | Ailier droit  | 68 |
| Alex Zinevych (en)     | Ailier gauche | 59 |